# جاي فيرنون ماكجي
جاي فيرنون ماكجي (بالإنجليزية: J. Vernon McGee)‏ هو عالم عقيدة أمريكي، ولد في 17 يونيو 1904 في هيلزبورو في الولايات المتحدة، وتوفي في 1 ديسمبر 1988.